# Alexander Levin von Bennigsen

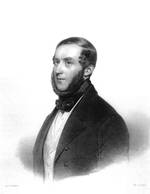
Graf Alexander Levin von Bennigsen, anonymer Stich aus dem 19. Jh.

Alexander Levin Graf von Bennigsen (* 21. Juli 1809 in Zakret bei Vilnius; † 27. Februar 1893 in Banteln) war ein hannoverscher Staatsmann.

## Leben

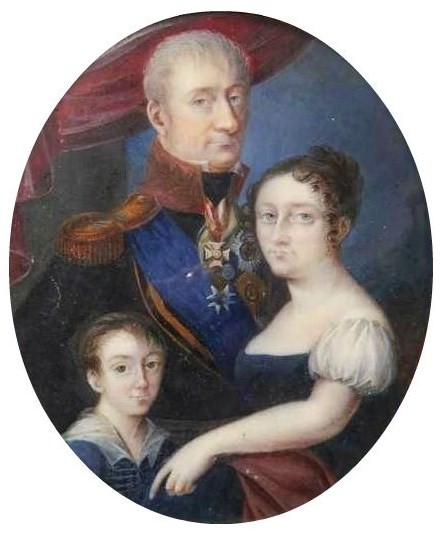
Von Bennigsens Eltern mit ihrem Sohn

Von Bennigsen entstammte dem Adelsgeschlecht Bennigsen. Er war ein Sohn des Generals Levin August von Bennigsen und seiner vierten Ehefrau Marie Leonarde (geborene von Buttow[t]-Andrzeykowicz, 1788–1855). 1818 kam er mit seinem Vater nach Hannover, wo er das Ratsgymnasium besuchte. Ab 1826 studierte er Rechtswissenschaften an der Universität in Göttingen, wo er 1827 Mitglied des Corps Lunaburgia II wurde. 1830 trat er in den hannöverschen Staatsdienst ein, aus dem er 1840 wegen gesundheitlicher Probleme wieder ausschied. 1841 wählte ihn die Provinziallandschaft der Fürstentümer Calenberg, Göttingen und Grubenhagen zum Schatzrat, womit er zugleich Mitglied der Ersten Kammer der Ständeversammlung des Königreichs Hannover sowie des Obersteuerkollegiums und der Generaldirektion der indirekten Steuern wurde.
Am 20. März 1848 beauftragte ihn König Ernst August I. mit der Bildung eines neuen Ministeriums, in dem er das Portefeuille der auswärtigen Angelegenheiten und des königlichen Hauses sowie den Vorsitz erhielt. Im Februar 1850 wurde er „Betreff der deutschen Angelegenheiten“ an den Hof Kaiser Franz II. nach Wien entsandt; er musste aber unverrichteter Dinge wieder abreisen.
Am 28. Oktober 1850 erhielt er die von ihm und seinen Kollegen wiederholt erbetene Entlassung. Auch danach widmete er sich den Staatsgeschäften und suchte als Mitglied und als Präsident der Ersten (später der Zweiten) Kammer zwischen den Reaktionsgelüsten des Ministeriums und den Forderungen der Liberalen zu vermitteln. Mit der  Eingliederung Hannovers in den preußischen Staatsverband gab es eine Reihe von Maßnahmen, die inhaltlich wesentlich vom Innenminister Wilhelm von Borries bestimmt wurden. Diese dienten insbesondere dazu die monarchische Regentschaft zu festigen und das bürokratisch-absolutistische Systems auszubauen. Ein neues Finanzgesetz erhöhte die Krondotation und schränkte das ständische Etatbewilligungsrecht ein. Die „Notgesetze“ sorgten dafür, dass politische und Pressevergehen der Zuständigkeit der ordentlichen Gerichte entzogen wurden. Beamten und Richtern wurde die Entlassung angedroht, wenn sie sich „gegen die Verfassungsmäßigkeit und Rechtmäßigkeit der vom König verkündeten Gesetze und Verordnungen aussprachen“. Diese einschneidenden Maßnahmen des Ministeriums Borries hatten zur Folge, dass sich in der Ständeversammlung eine Opposition  bildete, die von gemäßigten reformkonservativen Ministern angeführt wurde. Zu diesen zählten neben Graf von Bennigsen, Alexander von Münchhausen, Johann Carl Bertram Stüve, Georg Theodor Meyer und Ludwig Windthorst. Da er sich in Angelegenheiten wie der Domanialausscheidung, die die persönlichsten Interessen des Monarchen berührten, gegen die Regierung stellte, fiel er bei König Georg V. in Ungnade und wurde er, ebenso wie die anderen Deputierten, „durch eine rechtlich nicht haltbare Auslegung des Beamtengesetzes“ (eine Verordnung vom 14. Januar 1857, die auch für die pensionierten Staatsminister die Nachsuchung eines Urlaubs festsetzte) aus der Kammer ausgeschlossen. Dies verhalf der liberalen Opposition unter Führung von Rudolf von Bennigsen, die sich entschieden „gegen die monarchisch-autoritäre Ausgestaltung der Staatsverfassung und [mit] ihrer Forderung nach Wiederherstellung der Verfassungsnovelle von 1848“ einsetzte an Bedeutung. Die Vorsynode von 1863 wählte ihn zu ihrem Präsidenten. Von 1881 bis 1884 war er Reichstagsabgeordneter für die Deutsch-Hannoversche Partei und den Wahlkreis Hannover 10 (Hildesheim-Marienburg). 1864 sandte ihn die Hauptstadt als ihren Vertreter in die Zweite Kammer, die ihm erneut den Vorsitz übertrug.